# I ragazzi dell'olivo
I ragazzi dell'olivo è il 25° singolo discografico del gruppo musicale italiano dei Nomadi, pubblicato in Italia nel 1989. Su entrambi i lati è presente lo stesso brano.

## Descrizione
La canzone narra di alcuni ragazzi palestinesi che, a causa della continua guerriglia con gli israeliani, non riescono a vivere una vita serena e tranquilla come vorrebbero. Nella canzone Augusto tocca il tema del disegno, paragonando la vita dei palestinesi - o ragazzi dell'olivo - a una rappresentazione grafica priva di serenità, in cui primeggia il nero della morte anziché l'azzurro dei cieli.

## Tracce
1. I ragazzi dell'olivo (Beppe Carletti, Augusto Daolio, Christopher Dennis)

## Formazione
- Augusto Daolio: voce
- Beppe Carletti: tastiera
- Dante Pergreffi: basso
- Paolo Lancellotti: batteria
- Chris Dennis: chitarra